# Sylvia Kristel
Sylvia Maria Kristel (Utrecht, 28 settembre 1952 – Amsterdam, 17 ottobre 2012) è stata un'attrice olandese.

## Biografia
Sylvia Maria Kristel nacque a Utrecht, nei Paesi Bassi, il 28 settembre 1952, figlia maggiore di Pietje Hendrika Lamme e di Jean-Nicholas Kristel, albergatore e campione di tiro a volo. I suoi genitori divorziarono quando aveva 14 anni, dopo che il padre aveva abbandonato la famiglia per un'altra donna. Ricevette, assieme alla sorella Marianne, una severa educazione cattolica e frequentò l'HAVO. A 17 anni, forse per allentare il rigore della famiglia, decise di intraprendere la carriera di indossatrice dopo aver lavorato come segretaria.
Il 4 gennaio 1973, dopo essere apparsa in uno spot sui tamponi, si iscrisse al concorso di bellezza Miss Tv Europea: la vittoria conseguita le aprì le porte del cinema, dove esordì nello stesso anno con l'erotico L'amica di mio marito (1973), diretto da Pim de la Parra. In quel periodo fece molti viaggi in giro per l'Europa che le permisero di apprendere l'inglese, il francese, il tedesco e l'italiano.

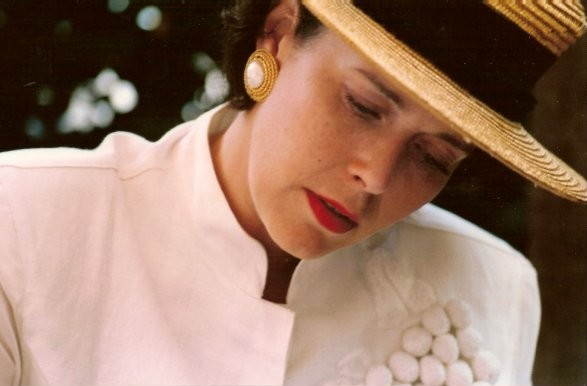
Sylvia Kristel al Festival di Cannes del 1990

Notata dal regista Just Jaeckin, accettò il ruolo di protagonista del suo film Emmanuelle (1974), cult movie dell'erotismo che la fece diventare una star. Tuttavia, secondo alcuni critici, accettando quella parte la Kristel non si sarebbe più liberata dallo stereotipo del personaggio sexy, impedendole in futuro di partecipare a film più importanti: l'attrice olandese, legata dal contratto con il produttore per tre film, entrò nel cast di Emmanuelle l'antivergine (1975) e Goodbye Emmanuelle (1977), ultimo della saga "ufficiale". In seguito fece un'apparizione in Emmanuelle 4 (1983), una delle innumerevoli pellicole minori derivate dall'enorme successo ottenuto dal primo film. 
Musa ispiratrice di Roger Vadim nel suo Una femmina infedele (1976), dopo Il margine di Walerian Borowczyk, altro film erotico d'autore, partecipò a due pellicole italiane: Letti selvaggi (1979) di Luigi Zampa, dove lavora negli episodi: L'arabo, accanto a Orazio Orlando e Gianfranco Barra e La moglie giovane, accanto a Enrico Beruschi, Un amore in prima classe (1980) di Salvatore Samperi, accanto a Enrico Montesano e Luc Merenda. Nel 1981 fu poi protagonista de L'amante di Lady Chatterley di Just Jaeckin.
Nel 1981 girò anche il film più controverso della sua carriera, ovvero Lezioni maliziose di Alan Myerson. La pellicola narra la storia di una badante francese (da lei interpretata) chiamata da un ricco imprenditore affinché educhi sessualmente il figlio. Essendo presenti nel film numerose scene di sesso tra la quasi trentenne Kristel e il sedicenne Eric Brown, l'attrice e il regista furono accusati di corruzione di minore. Sylvia deluse inoltre i suoi fan, visto che si scoprì che per le scene di nudo era stata usata una controfigura, l'americana Judy Sheldon. Nel 1985 la Kristel recitò in Un corpo da spiare di Curtis Harrington, biografia semipornografica della spia Mata Hari.

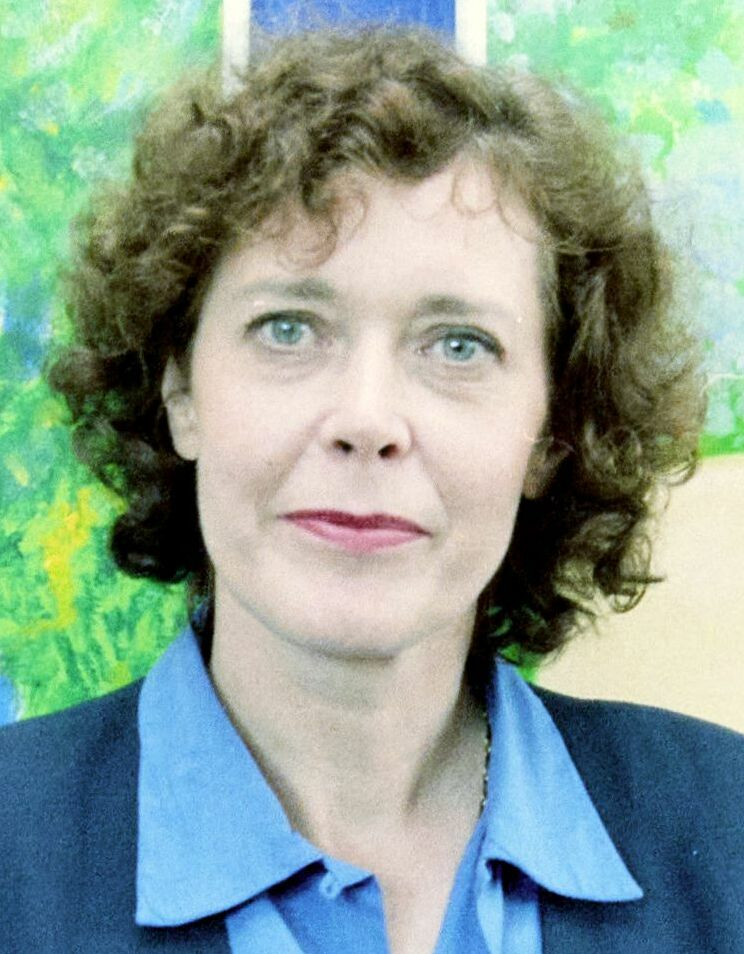
Sylvia Kristel nel 1988

Attiva per un periodo anche in TV, impersonò se stessa nella telenovela brasiliana Espelho Mágico.
Negli ultimi anni ridusse la sua presenza sul grande schermo, pur senza disdegnare la partecipazione in numerosi lavori erotici, come il nostalgico Emmanuelle 7 (1993), altrimenti conosciuto come Emmanuelle au 7ème ciel. Nel settembre del 2006, in contemporanea con il compimento dei suoi 54 anni, pubblicò in Francia la sua autobiografia, Nue (Nuda). Il libro uscì in Italia un anno più tardi con il titolo Svestendo Emmanuelle. Nel 2009 lavorò a Torino nel film TV Le ragazze dello swing di Maurizio Zaccaro, interpretando la parte della madre delle tre sorelle olandesi Lescano. Il film venne trasmesso nel settembre del 2010 su Rai 1 in due puntate.

### Malattia e morte
Accanita fumatrice dall'età di 11 anni, nel 2003 le venne diagnosticato un tumore alla gola e subì conseguentemente tre cicli di chemioterapia e chirurgia dopo che la malattia si era diffusa nei polmoni. Il 12 giugno 2012 fu vittima di un ictus e venne ricoverata in ospedale ad Amsterdam in condizioni critiche. Morì nel sonno, per un cancro esofageo e polmonare, quattro mesi dopo, nella notte tra il 17 e 18 ottobre 2012, sempre ad Amsterdam, all'età di 60 anni. Fu sepolta a Utrecht, sua città natale, il successivo 26 ottobre.

## Vita privata
Ebbe, nel 1973, la sua prima relazione importante con lo scrittore belga Hugo Claus, che era più grande di lei di oltre vent'anni. Con lui l'attrice mise al mondo il suo unico figlio, Arthur, nato il 10 febbraio 1975 e diventato anch'egli attore. Sylvia Kristel fu poi sentimentalmente legata, per un anno, al cantante francese Michel Polnareff.

## Filmografia

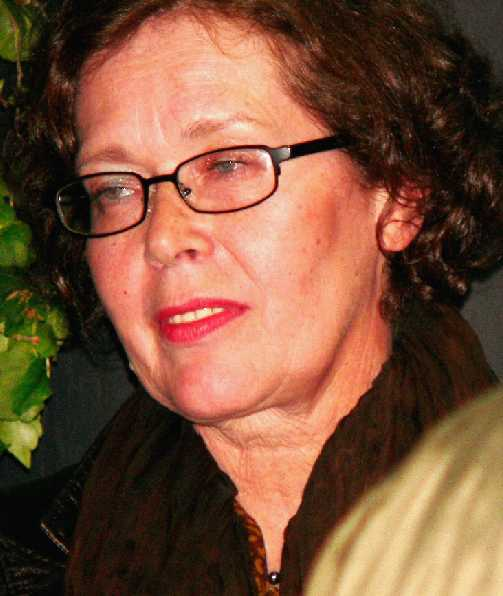
Sylvia Kristel nel 2007

### Cinema
- L'amica di mio marito (Frank en Eva), regia di Pim de la Parra (1973)
- Perché i gatti (Because of the Cats), regia di Fons Rademakers (1973)
- Nuda dietro la siepe (Naakt over de schutting), regia di Frans Weisz (1973)
- Emmanuelle, regia di Just Jaeckin (1974)
- L'usignolo e l'allodola (Es war nicht die Nachtigall), regia di Sigi Rothemund (1974)
- Un lenzuolo non ha tasche (Un linceul n'a pas de poches), regia di Jean-Pierre Mocky (1974)
- Giochi di fuoco (Le jeu avec le feu), regia di Alain Robbe-Grillet (1975)
- Emmanuelle l'antivergine (Emmanuelle: L'antivierge), regia di Francis Giacobetti (1975)
- Una femmina infedele (Une femme fidèle), regia di Roger Vadim (1976)
- Il margine (La marge), regia di Walerian Borowczyk (1976)
- Alice (Alice ou la dernière fugue ), regia di Claude Chabrol (1977)
- Tre simpatiche carogne (René la canne), regia di Francis Girod (1977)
- Goodbye Emmanuelle, regia di François Leterrier (1977)
- Pastorale 1943, regia di Wim Verstappen (1978)
- Mysteries, regia di Paul de Lussanet (1978)
- Letti selvaggi, regia di Luigi Zampa, episodi L'arabo e La moglie giovane (1979)
- The Fifth Musketeer, regia di Ken Annakin (1979)
- Airport '80 (The Concorde... Airport '79), regia di David Lowell Rich (1979)
- The Nude Bomb, regia di Clive Donner (1980)
- Un amore in prima classe, regia di Salvatore Samperi (1980)
- L'amante di Lady Chatterley (Lady Chatterley's Lover), regia di Just Jaeckin (1981)
- Lezioni maliziose (Private Lessons), regia di Alan Myerson (1981)
- American College (Private School), regia di Noel Black (1983)
- Emmanuelle 4 (Emmanuelle IV), regia di Francis Leroi e Iris Letans (1984)
- Un corpo da spiare (Mata Hari), regia di Curtis Harrington (1985)
- Red Heat, regia di Robert Collector (1985)
- Una donna, una preda (The Big Bet), regia di Bert I. Gordon (1985)
- The Arrogant, regia di Philippe Blot (1988)
- Dracula's Widow, regia di Christopher Coppola (1988)
- Hot Blood, regia di Philippe Blot (1990)
- In the Shadow of the Sandcastle, regia di Philippe Blot (1990)
- Seong-ae-ui chimmuk, regia di In-yeob Jeong (1992)
- Beauty School, regia di Ernest G. Sauer (1993)
- Emmanuelle 7 (Emmanuelle au 7ème ciel), regia di Francis Leroi (1993)
- Gaston's War, regia di Robbe De Hert (1997)
- Film 1, regia di Willem Wallyn (1999)
- An Amsterdam Tale, regia di Dorna van Rouveroy (1999)
- Harry Rents a Room, regia di Hisko Hulsing (1999)
- Lijmen/Het been, regia di Robbe De Hert (2000)
- Vergeef me, regia di Cyrus Frisch (2001)
- De vriendschap, regia di Nouchka van Brakel (2001)
- Sexy Boys, regia di Stéphane Kazandjian (2001)
- Bánk, regia di Sinan Çetin (2002)
- Two Sunny Days, regia di Ognjen Sviličić (2010)

### Televisione
- Espelho Mágico – telenovela (1977)
- Un bacio da un milione di dollari (The Million Dollar Face), regia di Michael O'Herlihy – film TV (1981)
- Il Veneziano - Vita e amori di Giacomo Casanova (Casanova), regia di Simon Langton – miniserie TV (1987)
- L'eterna Emmanuelle (Éternelle Emmanuelle), regia di Francis Leroi – film TV (1993)
- L'amore di Emmanuelle (L'amour d'Emmanuelle), regia di Francis Leroi – film TV (1993)
- Magica Emmanuelle (Magique Emmanuelle), regia di Francis Leroi – film TV (1993)
- La rivincita di Emmanuelle (La revanche d'Emmanuelle), regia di Francis Leroi – film TV (1993)
- Il profumo di Emmanuelle (Le parfum d'Emmanuelle), regia di Francis Leroi – film TV (1993)
- Emmanuelle a Venezia (Emmanuelle à Venise), regia di Francis Leroi – film TV (1993)
- Il segreto di Emmanuelle (Le secret d'Emmanuelle), regia di Francis Leroi – film TV (1993)
- De eenzame oorlog van Koos Tak – serie TV, 1 episodio (1996)
- Onderweg naar morgen – serie TV, 26 episodi (1996)
- Die Sexfalle, regia di Michael Keusch – film TV (1997)
- Die Unbesiegbaren, regia di Jakob Schäuffelen – film TV (2000)
- Le ragazze dello swing, regia di Maurizio Zaccaro – miniserie TV (2010)

## Discografia

### Singoli
- 1973 – Hey, A Letter Came Today
- 1975 – Emmanuelle 2

## Libri
- Svestendo Emmanuelle

## Doppiatrici italiane
Nelle versioni in italiano dei suoi film, Sylvia Kristel è stata doppiata da:
- Maria Pia Di Meo in Tre simpatiche carogne, Letti selvaggi, Lezioni maliziose
- Emanuela Fallini in Emmanuelle
- Serena Verdirosi in Emmanuelle l'antivergine
- Rossella Izzo in Airport '80
- Livia Giampalmo in L'amante di Lady Chatterley
- Angiola Baggi in American College
- Melina Martello in Un corpo da spiare
- Sonia Scotti in Un bacio da un milione di dollari
- Mavi Felli in Il Veneziano - Vita e amori di Giacomo Casanova